# Марисов Валерій Костянтинович
Валерій Костянтинович Марисов (23 жовтня 1915, місто Астрахань, тепер Росія — 18 січня 1992, місто Іжевськ, тепер Удмуртія, Росія) — радянський партійний діяч, 1-й секретар Удмуртського обласного комітету КПРС. Кандидат у члени ЦК КПРС у 1966—1971 роках. Член ЦК КПРС у 1971—1986 роках. Депутат Верховної Ради СРСР 7—11-го скликань. Герой Соціалістичної Праці (30.08.1982).

## Життєпис
Народився 10 (23) жовтня 1915 року в місті Астрахані в родині робітника. У 1931 році закінчив семирічну школу.
У 1931—1934 роках — мастильник, помічник машиніста на пароплаві Нижньо-Волзького пароплавства.
З 1934 по 1935 рік навчався на робітничому факультеті імені Покровського в місті Горькому (Нижньому Новгороді). У вересні 1935 — жовтні 1940 року — студент Горьковського індустріального інституту імені Жданова.
Член ВКП(б) з 1940 року.
У жовтні 1940 — 1944 року — начальник ремонтного цеху, інженер з обладнання, старший майстер, заступник начальника цеху Воткинського машинобудівного заводу Народного комісаріату озброєння СРСР (Удмуртська АРСР).
У 1944—1947 роках — старший оперуповноважений Воткинського міського відділу НКДБ (МДБ) Удмуртської АРСР.
У січні 1947 — 1948 року — заступник секретаря з промисловості Воткинского міського комітету ВКП(б) Удмуртської АРСР. У 1948—1949 роках — секретар з кадрів Воткинского міського комітету ВКП(б). У 1949—1951 роках — 2-й секретар Воткинского міського комітету ВКП(б) Удмуртської АРСР.
У 1951—1953 роках — партійний організатор ЦК ВКП(б) (КПРС) Воткинського машинобудівного заводу.
У 1953—1957 роках — завідувач промислово-транспортного відділу Удмуртского обласного комітету КПРС.
У 1957 — грудні 1963 року — секретар Удмуртського обласного комітету КПРС.
21 грудня 1963 — 13 грудня 1985 року — 1-й секретар Удмуртського обласного комітету КПРС.
Указом Президії Верховної Ради СРСР («закритим») від 30 серпня 1982 року Марисову Валерію Костянтиновичу присвоєно звання Героя Соціалістичної Праці з врученням ордена Леніна і золотої медалі «Серп і Молот».
З грудня 1985 року — персональний пенсіонер союзного значення в місті Іжевську.
Помер 18 січня 1992 року. Похований в місті Іжевську на Хохряковському цвинтарі, на алеї почесних поховань.

## Нагороди і звання
- Герой Соціалістичної Праці (30.08.1982)
- три ордени Леніна (6.25.10.1971, 14.02.1975, 30.08.1982)
- орден Жовтневої Революції (22.10.1985)
- два ордени Трудового Червоного Прапора (20.06.1958, 23.10.1965)
- медалі